# Agelena funerea
Agelena funerea là một loài nhện trong họ Agelenidae.
Loài này thuộc chi Agelena. Agelena funerea được Eugène Simon miêu tả năm 1909.